# アニー・ウォーバートン・グッドリッチ
アニー・ウォーバートン・グッドリッチ（Annie Warburton Goodrich、1866年2月6日 - 1954年12月31日）は、アメリカの看護師で看護研究者。

## 略歴
グッドリッチは、アメリカ合衆国のニュージャージー州ニューブランズウィック生まれ、コネチカット州のハートフォードで育った。
祖父は、ジョン・S・バトラーである。
1890年、ニューヨーク病院の看護専門学校に入学、1892年に卒業した。
その後、学校を卒業後、その病院でしばらく働き、その後聖ルカ病院（正式名称は、St. Luke's-Roosevelt Hospital Center）に移った。
1902年に、ニューヨーク病院の看護部長（Superintendent of Nursing）に就任。1907年にはベルビュー病院の看護部長になった。
彼女は、1904年以降、コロンビア大学の教育学部の病院管理学（hospital economics）の准教授も兼任している。
1917年からはヘンリーストリート・セツルメントの訪問看護センターの所長を務めた。
第二次大戦中は、アメリカ陸軍病院の看護総監に就任し、アメリカ陸軍看護専門学校を立ち上げるのに尽力し、校長も務めた。ここでの教え子の一人が、ヴァージニア・ヘンダーソンである。
1923年から彼女は、イェール大学看護学部の初代学部長を務め、1934年引退するまでその地位にあった。 
第二次世界大戦中には、看護部隊の士官候補生の養成コースも立ちあげた。
彼女はコネチカット州コバルトで亡くなり、シーダー・ヒル墓地に埋葬された。1976年、アメリカ看護殿堂の一員に選出された。